# ورقة 50 جنيه إسترليني البنك الملكي الاسكتلندي
ورقة 50 جنيه إسترليني البنك الملكي الاسكتلندي هي عملة ورقية من جنيه استرليني. وهي ثاني أكبر فئة من الأوراق النقدية التي يصدرها البنك الملكي الاسكتلندي. أصدرت ورقة البوليمر الحالية في عام 2021 على وجهها صورة فلورا ستيفنسون وعلى الظهر زوجا عقاب نسارية وإسقمري وجويسئة خضراء.

## التاريخ
بدأ البنك الملكي الاسكتلندي بإصدر ورقة 50 جنيه استرليني في عام 1727 وهو نفس العام الذي أسس فيه البنك. كانت الأوراق النقدية المبكرة أحادية اللون وتُطبع على جانب واحد فقط. نظم قانون الأوراق النقدية (اسكتلندا) لعام 1845 إصدار البنوك الاسكتلندية الأوراق النقدية حتى استبدل بقانون البنوك لعام 2009. الأوراق النقدية الاسكتلندية هي عملة قانونية مقبولة بشكل عام في جميع أنحاء المملكة المتحدة. وهي أصلية كما الأوراق النقدية التي يصدرها بنك إنجلترا. ورقة 50 جنيه استراليني هي حاليًا ثاني أكبر فئة من الأوراق النقدية الصادرة عن بنك الملكي الاسكتلندي.
أصدرت سلسلة إيلاي للأوراق النقدية في عام 1987 ولكن لم تصدر ورقة 50 جنيه إسترليني مع السلسلة، وإنما أضيف إليها في عام 2005 وكانت ورقة 50 جنيه هذه أول ورقة 50 يصدرها البنك منذ عام 1727. على وجه الورقة صورة اللورد إيلاي أول محافظ للبنك وصورة اللورد إيلي هي أيضًا العلامة المائية. تشمل عناصر التصميم الأخرى شعار البنك وواجهة منزل دونداس ومقر البنك في إدنبرة وصورة سقف القاعة المصرفية بالمقر الرئيسي. على ظهر ورقة 50 جنيه إسترليني صورة قلعة إينفيرنيس.
أصدرت ورقة 50 جنيه إسترليني بوليمر جديدة في 18 أغسطس 2021 لتحل محل العملة الورقية التصميم هو نفس التصميم السابق ولكن اختلف اللون من الأخضر إلى الأحمر.

## التصميم
| الورقة   | تاريخ الإصدار | اللون | الحجم      | التصميم                                                              |
| -------- | ------------- | ----- | ---------- | -------------------------------------------------------------------- |
| إيلاي    | 2005          | أخضر  | 156×85 ملم | الوجه: اللورد إيلي؛ الظهر: قلعة إينفيرنيس                            |
| البوليمر | 2021          | أحمر  | 146×77 ملم | الوجه: فلورا ستيفنسون؛ الظهر: زوجا عقاب نسارية وإسقمري وجويسئة خضراء |

المعلومات مأخوذة من موقع لجنة المصرفيين الاسكتلنديين.

## روابط خارجية
- The Committee of Scottish Bankers website